# Haemobaphes enodis
Haemobaphes enodis är en kräftdjursart som beskrevs av C. B. Wilson 1917. Haemobaphes enodis ingår i släktet Haemobaphes och familjen Pennellidae. Inga underarter finns listade i Catalogue of Life.